# Білоруське видавниче товариство
Білоруська видавнича асоціація (БВТ) існувала у Вільнюсі в 1913 — 1915 та 1919 — 1930. Роки випуску та розповсюдження творів білоруської літератури.
Товариство було засноване 14 липня 1913. На базі видавництва "Наша Нива" Б. Даниловичем, І. Луцкевичем, К. Шпаковським та іншими. 
Знаходилася під ідеологічним впливом Білоруського соціалістичного товариства. Основну мету своєї діяльності вбачала у духовному відродженні білоруського народу. 
У 1913 — 1914 — секретарем видавництва працював Янка Купала. Його головою став Вацлав Івановський, який надав громаді приміщення та кошти, а значні субсидії товариству надала княгиня Магдалина Радзивілл.

## Перший етап існування (1913-1915)
На першому етапі свого існування товариство видало 15 книг загальним тиражем 50 000 примірників. Серед них — твори Я. Коласа, М. Горецького, Ядвігіна Ш., К. Буйло, П. Білоруса, Я. Льосіка та ін., «Велікодная пісанка», «Апавяданні і легенды вершам», «Беларускія календары» на 1914, 1915.
Центром розповсюдження виданих книг стала білоруська книгарня Вацлава Ластовського, заснована в серпні 1913 за участі БВТ. На той час це було єдине білоруське видавництво, яке виплачувало авторські гонорари.
Видавництво припинило свою діяльність у 1915 внаслідок Першої світової війни.

## Другий етап існування (1919-1930)
Товариство відновило свою діяльність у 1919(спочатку з додатком під назвою "Джерело"). видавала науково-популярну, навчальну та художню літературу. Підйом національно-визвольного руху в середині 1920-х активізував роботу видавництва. До його керівництва (працював на кооперативних засадах) входили відомі культурні та громадські діячі Західної Білорусі. Провідне місце посіла публікація художньої літератури.
У другий період існування у товаристві вийшли «Вибрані твори» Якуба Коласа, п’єси К. Каганця «У іншым шчасці няшчасце схавана», «Суд» В. Голубка, «Отрута» М. Гарецького, «Лекары і лекі» А. Горотного, збірка поезій «Зорным шляхам» Г. Ільяшевича, збірка західно-білоруських поетів і письменників «Рунь веснаходу», «Хрэстаматыя новай беларускай літаратуры» І. Дворчаніна, критичні нариси «Адбітае жыццё» А. Новини, філософські етюди «Вічним шляхом» І. Абдзіраловича (І. Канчевського), спогади «За двадцять п’ять років (1903 — 1928)» А. Луцкевича, "Основи державності Білорусі" М. Довнар-Запольського та ін.
Білоруською мовою перекладені твори В. Короленка, В. Горшина, Г. Сенкевича. Товариство видало книгу політичних та економічних статей «Зборнік «Наша ніва», праці з педагогіки С. Павловича, підручники «Беларуская правапісь з практыкаваннямі» та «Правапісь чужых слоў» Я. Станкевича, збірник статей про кооперацію, книги про сільське господарство Я. Пачопки, «Беларускі спеўнік з нотамі» (випуск 1, сюди увійшли народні пісні та твори, народжені визвольним рухом), «Беларускія календары» на 1926, 1927 та 1929.
Товариство припинило свою діяльність на початку 1930-х після заборони польським урядом правових форм визвольного руху.